# Tutta l'umanità ne parla
Tutta l'umanità ne parla è un programma radiofonico italiano trasmesso su Rai Radio 3. Ideato da Edoardo Camurri e Michele De Mieri, il programma si configura come un originale talk show culturale che affronta i grandi temi della società contemporanea attraverso un dialogo immaginario con figure storiche, letterarie e filosofiche.

## Formato
Il programma propone un confronto tra le questioni attuali – dalla politica all'ecologia, dall'economia alla ricerca del benessere – e le idee di grandi pensatori del passato. Attraverso la lettura delle loro opere, personaggi come Platone, Fëdor Dostoevskij, Gandhi, Friedrich Nietzsche e Giulio Cesare diventano ospiti virtuali di un dibattito che si sviluppa in chiave surreale e stimolante.
A condurre il programma è Edoardo Camurri, affiancato da un team di autori e registi composto da Michele De Mieri, Elisabetta Parisi e Benedetta Annibali.

## Struttura
Ogni puntata di Tutta l'umanità ne parla si articola in un dialogo immaginario in cui le parole degli ospiti storici, tratte dai loro scritti, rispondono alle domande della contemporaneità. Il format combina elementi di filosofia, letteratura e cultura con un tono ironico e paradossale, mantenendo un equilibrio tra riflessione e leggerezza.